# Comuna Ivești, Vaslui
Ivești este o comună în județul Vaslui, Moldova, România, formată numai din satul de reședință cu același nume.

## Demografie
Componența etnică a comunei Ivești
     Români (94,74%)
     Alte etnii (5,26%)
Componența confesională a comunei Ivești
     Ortodocși (94%)
     Alte religii (0,62%)
     Necunoscută (5,38%)
Conform recensământului efectuat în 2021, populația comunei Ivești se ridică la 2.433 de locuitori, în creștere față de recensământul anterior din 2011, când fuseseră înregistrați 2.409 locuitori. Majoritatea locuitorilor sunt români (94,74%). Din punct de vedere confesional, majoritatea locuitorilor sunt ortodocși (94%), iar pentru 5,38% nu se cunoaște apartenența confesională.

## Istorie
La sfârșitul secolului al XIX-lea, comuna făcea parte din plasa Pereschivul a județului Tutova și era alcătuită, ca și acum, doar din satul de reședință cu același nume, cu o populație de 826 de locuitori. În comună funcționa o școală de băieți și o biserică. Anuarul Socec din 1925 consemnează comuna în aceiași plasă cu o populație de 1170 de locuitori.
În anul 1950, comuna a fost transferată raionului Bârlad din regiunea Bârlad și (după 1956) din regiunea Iași. În anul 1968, comuna a fost transferată la județul Vaslui, preluând și satele comunei Pogonești. Comuna Pogonești a fost reînființată în anul 2004, iar de atunci și până în prezent, comuna a rămas în structura actuală, doar cu satul de reședință cu același nume.

## Politică și administrație
Comuna Ivești este administrată de un primar și un consiliu local compus din 11 consilieri. Primarul, Ion Botezatu[*], de la Partidul Puterii Umaniste, este în funcție din 1 noiembrie 2024. Începând cu alegerile locale din 2024, consiliul local are următoarea componență pe partide politice:
|  | Partid                    | Consilieri | Componența Consiliului | Componența Consiliului | Componența Consiliului | Componența Consiliului | Componența Consiliului |
|  | ------------------------- | ---------- | ---------------------- | ---------------------- | ---------------------- | ---------------------- | ---------------------- |
|  | Partidul Social Democrat  | 5          |                        |                        |                        |                        |                        |
|  | Partidul Puterii Umaniste | 5          |                        |                        |                        |                        |                        |
|  | Partidul Național Liberal | 1          |                        |                        |                        |                        |                        |